# La Patagonia rebelde
La Patagonia rebelde é um filme argentino dramático-histórico de ação de 1974 dirigido por Héctor Olivera e protagonizado por Héctor Alterio, Luis Brandoni, Federico Luppi e Pepe Soriano. Foi escrito por Olivera, Fernando Ayala e Osvaldo Bayer, baseada no livro de Bayer Os vingadores da Patagonia trágica, que relata os fatos da denominada Patagônia rebelde de 1921.
O processo de aprovação do filme demorou vários meses, e a qualificação sobre a idade mínima para vê-la - requisito necessário para sua exibição - foi assinada pelo presidente Juan D. Perón em 13 de junho de 1974.
Após a morte do presidente, foi proibido em 12 de outubro pelo governo de Isabel Perón. Pouco depois, a maioria do elenco e os realizadores tiveram que seguir para o exílio. Na Argentina só pôde voltar a ser exibido em 1984, com a recuperação da democracia. O filme ganhou o Urso de Prata no Festival Internacional de Cinema de Berlim de 1974.
Jorge Cepernic, governador peronista de Santa Cruz, foi preso por seis anos pela última ditadura cívico-militar da Argentina, por ter permitido a filmagem do filme na sua província.

## Contexto histórico
O filme recreia o fuzilamento dos operários do campo patagônico em 1921-1922 nas mãos do Exército Argentino enviado honesta  e intencionalmente  pelo presidente Hipólito Yrigoyen.

## Sinopsis
A história inicia-se em Buenos Aires, em janeiro de 1923 e durante a presidência de Marcelo T. de Alvear, com o assassinato do Comandante Zavala pelas mãos de um homem de nome desconhecido. A partir de então produz-se uma reconstrução do acontecido antes desse fato, a partir do qual se desenvolve a história, compreendida num período estimado entre 1920 e 1923.
Ante a injusta situação econômica reinante, as sociedades operárias de Porto Santa Cruz e Rio Galegos, filiadas ao telefonema FORA comunista, a qual é dominada pelos anarcosindicalistas (para a distinguir da "FORA do 9.º Congresso") e os sindicalistas revolucionários, decidem impulsionar uma campanha de sindicalização de operários da Patagônia argentina, esquiladores e outros assalariados. A resposta dos estancieros e terratenientes é extremamente dura, com despedimentos, violência e ameaças. A simples elaboração de reivindicações por parte dos operários dá lugar a represálias. O fato conduz à intensificação do conflito, o qual a sua vez desemboca na rebelião dos trabalhadores para os padrões rurais e as instituições.
O governo de Hipólito Yrigoyen tenta negociar ao princípio, enviando para este fim ao tenente coronel Zavala, que propõe acordos entre as partes. Este é conseguido por um breve tempo, graças à criação de um novo Estatuto do Peón Rural. Mas quando o conflito recrudece depois de uma conspiração levada a cabo pelo governo provincial e a elite estanciera, o governo nacional é instigado a enviar por segunda vez a Zavala, quem regressa à Patagônia com uma maior dotação de militares e um objetivo diferente: aniquilar a sangue e fogo à rebelião.

## Elenco
| Actor                                   | Papel                        | Baseado em                         |
| --------------------------------------- | ---------------------------- | ---------------------------------- |
| Héctor Alterio (1929-)                  | Tenente Coronel Zavala       | Tte. Cnel. Héctor Benigno Varela   |
| Luis Brandoni (1940-)                   | Antonio Soto                 | Antonio Soto                       |
| Federico Luppi (1936-2017)              | José Font, Facón Grande      | José Font                          |
| Pepe Soriano (1929-)                    | Schultz, o Alemão            | Pablo Schulz e Franz Lorenz        |
| Pedro Aleandro (1910-1985)              | Félix Novas                  |                                    |
| Osvaldo Terranova (1924-1984)           | Outerello                    |                                    |
| Franklin Caicedo (1928-2013)            | Farina, o Chileno            |                                    |
| Fernando Iglesias, Tacholas (1909-1991) | Graña, o Espanhol            |                                    |
| Jorge Villalba (1927-2001)              | Florentino Pescoço, o Gaucho |                                    |
| José María Gutiérrez (1921-2003)        | governador Méndez Garzón     | governador Edelmiro Correia Falcón |
| Alfredo Iglesias (1927-2001)            | ministro Gómez               |                                    |
| Maurice Jouvet (1923-1999)              | dom Federico                 |                                    |
| Claudio Lucero                          | comissário Micheri           |                                    |
| Carlos Muñoz (1924-1992)                | dom Bernardo                 |                                    |
| Eduardo Muñoz                           | Carballeira, dono de hotel   |                                    |
| Héctor Pellegrini (1931-1999)           | capitão Arzeno               |                                    |
| Jorge Rivera López (1934-)              | Edward Mathews               |                                    |
| Walter Santa Ana (1932-2012)            | dono do hotel                |                                    |
| Emilio Vidal (1918-1994)                | cocinero jogado              |                                    |
| Max Berliner (1919-)                    | Danielewski                  |                                    |
| Horacio Dener (1938-2011)               | operário                     |                                    |
| Coco Fossati                            |                              |                                    |
| Carlos Lasarte (1947-)                  |                              |                                    |
| Mario Luciani (1939-1987)               |                              |                                    |
| Walter Soubrié (1925-2002)              |                              |                                    |
| Ernesto Nogués                          |                              |                                    |
| Hernan Shocron                          | extra                        |                                    |
| Alfredo Suárez                          |                              |                                    |
| Néstor Kirchner (1950-2010)             | extra                        |                                    |

## Produção
Héctor Olivera afirma que teve a ideia de fazer um filme sobre o tema em 1959, ao ler um livro de David Vinhas chamado Os donos da terra. Filmou-se durante o breve período da Primavera Camporista em 1973, a um custo de 300 milhões de pesos velhos. É o sexto filme na filmografia de Olivera, e uma das que fazem parte do boom cinematográfico argentino da década do '70.
O filme é um registro histórico em si mesmo, dado que foi rodado tão só 4 anos antes da clausura do Caminho-de-ferro Patagónico. Em muitas de suas cenas, apesar de ser uma recriação dos anos 20, aparece grande parte da infra-estrutura com a que contava a mencionada linha férrea (que nunca recebeu grandes investimentos). Assim aparecem as estações de Desejado, Jaramillo e Tehuelches, que ficam filmadas para a posteridade; em especial a estação Tehuelches, que hoje se encontra destruída.

### Atuação de Kirchner
Em 2003 apareceu a versão de que Néstor Kirchner tinha atuado como extra no filme. A maioria de seus biógrafos e Cristina Fernández de Kirchner não têm mencionado o fato; nem incluíram-se imagens de Kirchner atuando no filme no documentário póstumo Néstor Kirchner, o filme (também não fez-se isto na sala dedicada ao ex-presidente no Centro Cultural Néstor Kirchner).
Quando se estava a realizar a campanha em vista das eleições presidenciais de 2003, começou a circular a informação de que Néstor Kirchner tinha trabalhado de extra no Filme Patagônia Rebelde. Uma das primeiras menções desta informação veio de Osvaldo Bayer, roteirista do filme, em 27 de fevereiro de 2003, no programa de rádio "Os segredos da vida", conduzido por Teté Coustarot na Rádio do Prata:
Durante la filmación de La Patagonia rebelde le pedí al gobernador un grupo de gente para que hiciera de extra en el film. Curiosamente, uno de los que trabajó, interpretando a un obrero huelguista, fue Néstor Kirchner, que ya pertenecía a la Juventud Peronista. Lo que no recuerdo era si enarbolaba una bandera roja en algún momento del film.— Osvaldo Bayer
Bayer afirmou nessa declaração que Kirchner tinha trabalhado como extra, interpretando a um operário grevista, e que seu contacto com o filme foi consequência de sua militância na Juventude Peronista, convocada pelo governador de Santa Cruz Jorge Cepernic, a pedido de Bayer, para indicar jovens que se desempenhassem como extras nas diferentes cenas filmadas nessa província, onde se filmaram os exteriores em 1973. Bayer não voltou a realizar nenhum comentário sobre a participação de Néstor Kirchner no filme.
Em 11 de junho de 2004, por ocasião da projeção de Patagônia Rebelde na Casa Rosada o então presidente Néstor Kirchner fez um breve chiste ao anunciá-lo, sugerindo que ele tinha trabalhado como extra na mesma, mas não lhe tinham pago:
La verdad, quién hubiera dicho en aquel verano del ’73 que nos íbamos a encontrar acá, en el Salón Blanco de la Casa Rosada, a pesar de que todavía quiero cobrar lo que me correspondía. (Risas y aplausos).— Néstor Kirchner
Ao morrer Néstor Kirchner em 27 de outubro de 2010, Héctor Olivera encontrava-se na Espanha, apresentando seu filme O mural na Semana Internacional de Cinema de Valladolid (Seminci). Durante a conferência de imprensa realizada depois da exibição do filme, Olivera expressou seu pesar ante a morte do ex-presidente, dizendo: "foi meu melhor extra". Ao difundir a mesma notícia, o site do canal de notícias TN, do grupo Clarín, encabeçou a nota com uma fotografia de uma cena do filme, na que aparece um primeiro plano de Luis Brandoni e um operário grevista de gorro cinza, cantando o hino anarquista, dando a entender que era Néstor Kirchner. A foto difundida por TN, corresponde a uma cena de interiores, filmada em 1974 em Buenos Aires, com extras profissionais sem a participação da Juventude Peronista, circunstância que difere da informação contribuída por Bayer, que afirmou que Kirchner tinha atuado em Santa Cruz, onde se realizaram os exteriores em 1973 e os extras foram contribuídos pela Juventude Peronista. Em 1973 Néstor Kirchner estava arraigado na Prata, onde se encontrava realizando seus estudos universitários.
Em 2011 Héctor Olivera voltou a se referir ao fato, explicando que não recordava que Kirchner tivesse trabalhado no filme, mas declarou que o último figura acreditado nos arquivos de Aries Cinematográfica Argentina:
Don Héctor, ¿cuánto hay de cierto en aquello de que Néstor Kirchner fue extra suyo en “La Patagonia Rebelde”?

 Le cuento una anécdota. La Patagonia Rebelde fue la primera película nacional que se exhibió en el Salón Blanco de la Casa Rosada, en tiempos de la Presidencia de Kirchner. Cuando el Presidente llegó (terminada la proyección) luego de estrecharme en un abrazo, dijo que él había sido extra en la película. Ahora, ¿cómo voy a asegurarlo si han pasado miles y miles de extras en mis películas, cómo me voy a acordar de uno? El hecho es que en un momento, en ese acto, él públicamente dijo algo más: se quejó diciéndome que no le habíamos pagado, que le debíamos el cachet (risas). En una entrevista anterior había dicho: “y yo que he hecho cine con Héctor Olivera, que todavía no me pagó”. Yo le contesté: “señor Presidente, cuando Ud. dijo eso en una entrevista reciente me sorprendí mucho. Averigüé y en los archivos de “Aries” figura que no se le pagó porque Ud. nunca devolvió la bandera roja que debe tener ahí en su despacho…” (Risas). Se mató de risa y aunque salí del paso, fue un momento difícil. Kirchner tenía un humor jodido, irónico, hiriente. Era una característica de él, además reconocida en reportajes que he leído. Era un Juan Manuel de Rosas. En ese maltrato encuentro algo de fascismo. Porque, hablando claro, todo el peronismo tiene cierto ingrediente fascista. Está el papá Juan Domingo y el abuelo Benito Mussolini, porque Perón fue agregado militar en Italia y se trajo toda la maquinaria en la cabeza.— Héctor Olivera
O escritor e filósofo José Pablo Feinmann, num especial para Página/12 do 2009, analisa o filme e transcreve um email de Olivera com detalhes sobre a filmagem, onde a mensagem que Olivera escreve a Feinmann volta a confirmar que Kirchner foi um extra. Um dos episódios sobre a filmagem diz respeito ao seguinte: "Durante a filmagem tinha um magro alto. Sobresaía por sobre os demais. Todos, nessa cena, tinham que olhar a (Luis) Brandoni. Olivera detecta que o magro olha para o outro lado. “Eh, você, o magro alto!”, diz o diretor com seu megafone. “Sim?”, diz o extra. “Disse que o têm que olhar a Brandoni.” O magro diz: “Estou olhando para Brandoni”. Era Néstor Kirchner".

### Final planejado
O historiador, jornalista e escritor Osvaldo Bayer, autor do livro no que se baseia o filme, Os vingadores da Patagonia trágica, contou em 2011 que o final original do roteiro da A Patagônia Rebelde ― no que colaborou junto a Ayala e Olivera ― era diferente ao que se realizou para a estreia do filme, o qual, por pressões do Exército Argentino, teve que ser descartado e mudado pela famosa cena da festa de agradecimento ao tenente geral Zavala:
La otra decepción es el verdadero final para La Patagonia rebelde. Héctor Olivera respetó el libro, cada escena está basada en testimonios y una documentación científicamente histórica, lo digo así para que se entienda. En el rodaje, recibimos la visita del Ejército, nos informaron que si se mantenía el final del guion, el estreno se suspendía. ¿Cuál era? Tras los fusilamientos a los pobladores, y según consta en los archivos policiales, el 17 de febrero de 1922 los soldados fueron al prostíbulo La Catalana de San Julián en Santa Cruz. Las cinco mujeres de aquella casa de citas se negaron a tener trato con los militares, les gritaron en la cara que eran unos asesinos. ¿Que unas prostitutas se negaran al uniforme de la patria? Ellos no lo iban a aceptar. Me enojé y quise abandonar, aunque se me ocurrió terminar con la fiesta donde los estancieros británicos agradecen al teniente coronel Héctor Benigno Varela el “haber cumplido con su deber”. Con ese final irónico se aplaudía en el cine. Pero hay que imaginarse lo que hubiese sido la sala con el otro. La gente hubiese vivado por esas pobres mujeres: Consuelo García, Angela Fortunato, Amalia Rodríguez, María Juliache y Maud Foster.— Osvaldo Bayer

## Estreia
O filme teve várias vicissitudes, e trouxe perseguição e exílio para seu diretor (Héctor Olivera) e para seu roteirista Osvaldo Bayer. O filme foi liberado por Perón em 14 de junho de 1974. Após a morte de Perón, foi censurado pelo Governo de Isabel Perón. Manteve-se censurado durante a ditadura de Videla, e pôde ser re-exibido com a recuperação da democracia, em 1983.